# 黎皋
黎皋（？—？），字天聞，號禹染，四川保寧守禦千戶所人，明朝政治人物。

## 生平
萬曆十九年（1591年）辛卯科四川鄉試第五名舉人，二十三年（1595年）中式乙未科會試第一百四十名，三甲第三十三名進士。刑部觀政，授湖廣零陵縣知縣，卒於官。

## 家族
曾祖黎澤；祖父黎世和，山西陽穀縣知縣；父黎來朝，湖廣黃州府儒學教授。母沈氏；繼母馬氏。重慶下。妻史氏。兄黎皞、黎準、黎阜，弟黎萃。子黎廷甲、黎廷進、黎廷紳、黎廷勛。